# Republiek Yucatán
De Republiek Yucatán is een historisch land dat bestond van 1841 tot 1843 en van 1846 tot 1848. Het bevond zich in de hedendaagse staten Yucatán, Campeche en Quintana Roo in Mexico.
Het land was ontstaan uit ontevredenheid over de centralistische politiek van de Mexicaanse regering onder Antonio López de Santa Anna. In 1838 was er al een opstand uitgebroken en in 1840 ratificeerde het congres van Yucatán de onafhankelijkheid. Gouverneur Santiago Méndez weigerde de onafhankelijkheid te ondertekenen. Hij wilde eerst Santa Anna de kans geven de grondwet van 1824 te herstellen, waarin de staten een hoge mate van autonomie hadden. Santa Anna stuurde Andrés Quintana Roo naar Yucatán die een compromis wist te sluiten. Toen Santa Anna dit compromis echter negeerde verklaarde Méndez Yucatán onafhankelijk.
Santa Anna verklaarde de oorlog aan Yucatán. Hij liet de Yucateekse havens blokkeren en stuurde een leger op Yucatán af. Dit leger werd door de Yucateken verslagen. De Yucateekse economie was echter in het slop geraakt door de blokkade en door het feit dat er niet meer met Mexico gehandeld kon worden. De Yucateekse regering besloot over heraansluiting met Mexico te onderhandelen, omdat ze dankzij de militaire overwinning een sterke handelingspositie hadden. Santa Anna beloofde Yucatán een zekere mate van autonomie en in december 1843 werd in Mexico-Stad een verdrag getekend dat Yucatán weer bij Mexico voegde.
De Mexicaanse regering schond echter ook dit verdrag en Yucatán verklaarde zich op 1 januari 1846 opnieuw onafhankelijk. Het land bleef neutraal tijdens de Amerikaans-Mexicaanse Oorlog. In 1847 braken er in Yucatán ongeregeldheden uit onder de Maya bevolking. De Maya's slaagden erin de blanke en gemengde bevolking bijna geheel uit Yucatán te verdrijven. Ze konden alleen standhouden in de gefortificeerde steden Campeche en Mérida. Méndez stuurde een verzoek om hulp aan de Amerikaanse, Britse en Spaanse regering. De Verenigde Staten besloten de Yucateken niet te helpen en verboden, zwaaiend met de Monroedoctrine, de Britten en Spanjaarden dat wel te doen. Uiteindelijk vroeg Méndez de Mexicaanse regering dan maar om hulp. Hij tekende met president José Joaquín de Herrera een akkoord dat Yucatán weer bij Mexico voegde, in ruil voor Mexicaanse hulp bij het neerslaan van de opstand.
De opstand, de Kastenoorlog, zou nog decennialang voortduren. In 1901 werd officieel het laatste Mayaleger verslagen, maar het zou nog tot 1933 duren voor de regio echt gekalmeerd was.